# حشره‌خوار گوش‌کوچک مدلین
 حشره‌خوار گوش‌کوچک مدلین (نام علمی: Cryptotis medellinia) نام یک گونه از سرده حشره‌خوار گوش‌کوچک است.